# Junior Strous
Junior Strous (ur. 28 kwietnia 1986 we Vlaardingen) – holenderski kierowca wyścigowy.

## Kariera
Strous rozpoczął karierę w wyścigach samochodowych na przełomie 2001 i 2002 roku od startów w Dutch Winter Endurance Series, gdzie wystartował w jednym wyścigu i ten właśnie wyścig wygrał.Nie był tam jednak zaliczany do klasyfikacji generalnej. W późniejszych latach pojawiał się także w stawce Formuły Ford 1800 Benelux, Holenderskiej Formuły Ford 1800, Formuły BMW ADAC, Zimowych Mistrzostw Formuły Renault 2.0 Fran-Am, Europejskiego Pucharu Formuły Renault 2.0, BMW Compact Cup Benelux, Formuły Renault Habo DaCosta, SEAT Ibiza Netherlands, Zimowej Edycji Amerykańskiej Formuły Renault, Holenderskiej Formuły Renault, Nordyckiej Formuły Renault, edycji zimowej Brytyjskiej Formuły Renault, BMW Compact Cup Netherlands, Włoskiej Formuły Renault, Holenderskiego Pucharu Dacia Logan, Ford BRL V6, Champ Car Atlantic Championship, Firestone Indy Lights, Tango Dutch GT4 oraz Benelux Radical Cup.